# 迈克尔·M·戈特斯曼
迈克尔·M·戈特斯曼（英語：Michael M. Gottesman，1946年10月7日—）是一位美国生物化学家，曾任美国國家衛生院副院长及下属的国家癌症研究所细胞生物学实验室主任。